# Radkov (ort i Tjeckien, Södra Böhmen)
Radkov är en ort i Tjeckien.   Den ligger i regionen Södra Böhmen, i den centrala delen av landet, 70 km söder om huvudstaden Prag. Radkov ligger 521 meter över havet och antalet invånare är 136.
Terrängen runt Radkov är lite kuperad. Runt Radkov är det tätbefolkat, med 383 invånare per kvadratkilometer. Närmaste större samhälle är Tábor, 6,6 km sydost om Radkov. Trakten runt Radkov består till största delen av jordbruksmark.